# 724 Хапаг
724 Хапаг (724 Hapag) — астероїд головного поясу, відкритий 21 жовтня 1911 року.
Тіссеранів параметр щодо Юпітера — 3,422.